# Schwarzbeiniger Borstenrüssler
Der Schwarzbeinige Borstenrüssler (Gymnetron stimulosum) ist ein Käfer aus der Familie der Rüsselkäfer (Curculionidae).

## Merkmale
Die Käfer sind 1,5 bis 2,3 Millimeter lang. Ihr Körper ist schwarz. Sie besitzen eine länglich-ovale Gestalt. Die Fühler mit Ausnahme der Fühlergeißel sowie das basale Ende der Tibien sind rötlich gefärbt. Halsschild und Flügeldecken weisen abstehende weiße bis graubraune Härchen auf. Am Absturz der Flügeldecken befinden sich drei rötlichbraune Längsflecke, die sich an der Spitze vereinigen.

## Verbreitung
Das Verbreitungsgebiet der Käferart erstreckt sich über Mittel- und Westeuropa. Es reicht im Osten bis in den Kaukasus.

## Lebensweise
Die Käfer beobachtet man insbesondere in den Monaten Juni und Juli. Einzelne Sichtungen reichen bis in die zweite Oktoberhälfte. Als Wirtspflanzen der Käferart gelten der Feld-Ehrenpreis (Veronica arvensis) und der Dreiteilige Ehrenpreis (Veronica triphyllos).

## Gefährdung
Die Art gilt in Deutschland als stark gefährdet.

## Taxonomie
Die Erstbeschreibung der Art stammt von Ernst Friedrich Germar aus dem Jahr 1821, der sie als Cionus stimulosum Germar, 1821, beschrieb. Diese Bezeichnung wird heute als Synonym betrachtet.